# El príncipe Caspian
El príncipe Caspian (título original en inglés: Prince Caspian) es una novela de fantasía escrita para niños por C. S. Lewis. Es el segundo libro publicado (1951) de la serie Las Crónicas de Narnia, pero es el cuarto en su cronología interna. Por consiguiente, es la secuela de The Lion, the Witch and the Wardrobe (puesto que la historia de El príncipe Caspian acontece un año después de ello), y narra hechos que les sucedieron a los hermanos Pevensie (Peter, Susan, Edmund y Lucy) que, mientras esperaban el tren para llegar a la escuela, son transportados "mágicamente" de vuelta a Narnia.
En 2008 se realizó la adaptación cinematográfica de la novela.

## Historia
Los hechos transcurren un año después de The Lion, the Witch and the Wardrobe. Los Pevensie se encuentran sentados en un andén esperando el tren que los llevará a la escuela, cuando sienten que son arrastrados y acaban en un bosque, suponiendo ellos que han regresado a Narnia. Salen del bosque y se encuentran en una playa, donde empiezan a jugar y disfrutar del mar, hasta que sienten que llega la hora de averiguar por qué volvieron allí. Empiezan a caminar por la playa y se dan cuenta de que están en una isla muy cercana al continente, pues lo divide un canal de agua. Los muchachos empiezan a sentir hambre y sed, por lo que buscan un riachuelo. Lo encuentran y siguen su curso, que los lleva hasta las ruinas de un castillo en el centro del bosque. Allí encuentran varios manzanos y un pozo de agua. Finalmente, pasan la noche entre las ruinas, y tras encontrar detalles que les son reconocibles (como una vieja pieza de ajedrez perteneciente a Edmund), se dan cuenta de que están en el castillo de Cair Paravel, donde ellos gobernaron durante muchos años. Descubren la vieja cámara del tesoro, donde logran recuperar los regalos que les dio Papá Noel en El león, la bruja y el armario, excepto el cuerno de Susan, ya que ella lo perdió en la cacería del Ciervo Blanco y se encuentra en posesión del príncipe Caspian. Los niños deben aceptar que, si bien en su mundo sólo ha pasado un año, en Narnia han pasado cientos de años.
A la mañana siguiente, los niños caminan a la playa, donde ven una barca conducida por dos soldados, y entre ellos, atado con cuerdas fuertemente, un enano. Susan dispara varias flechas contra los soldados, y éstos escapan pensando que los niños eran fantasmas. El enano se salva y se encuentra con los cuatro hermanos, revelando que está huyendo del rey. Los niños se asustan un poco hasta que el enano les explica que el rey es un usurpador, y que él sirve al Príncipe Caspian, el legítimo rey. Pero los niños, al no saber quién es Caspian, preguntan por la historia completa. El enano comienza su relato, describiéndoles quién es Caspian y como él mismo había llegado a esa lejana isla. Empezando por la época en que Caspian vivía en la corte de su tío, y cómo se unió a los viejos narnianos.
El Príncipe Caspian vivía en un gran castillo en el centro de Narnia, con su tío Miraz (el Rey de Narnia) y su tía Prunaprismia. Caspian no sentía gran afecto por sus tíos ni ellos por él, pero al ser el único heredero al trono, su tío Miraz confiaba en que algún día llegara a parecerse a él y así poder ser el nuevo rey. 
Una tarde, mientras Miraz y Caspian paseaban por los terrenos del castillo, Miraz le preguntó a Caspian si no deseaba ser el rey de Narnia cuando él ya no estuviera. Caspian respondió que sólo tenía un único deseo: vivir en las épocas doradas de Narnia, cuando el Sumo Monarca Peter y sus tres hermanos gobernaban con esplendor, cuando las criaturas eran parlantes, cuando Narnia era regida por la magia, y el león Aslan aparecía en oportunidades semejantes. Pero ya nadie recordaba aquellas historias y Miraz no creía en ellas; entonces, enojado, le preguntó quién le había contado todas esas mentiras, y Caspian contestó en un profundo sollozo que fue su "aya". El aya era la única persona por la cual Caspian sentía un profundo cariño, puesto que ella le había relatado todas las fantásticas historias de las épocas doradas de Narnia, haciendo que Caspian no dejara de pensar ni un segundo en ellas. En cambio, su tío las consideraba puras patrañas, por lo cual ordenó que despidieran al aya de Caspian, contratando en su lugar a otro tutor: el Doctor Cornelius.
Un día, en medio de su clase de historia, Caspian descubrió que su raza no era de nativos narnianos, sino que provenían de Telmar, siendo su antepasado Caspian I, el que conquistó Narnia. En un profundo arrebato de curiosidad, Caspian preguntó al Doctor Cornelius quiénes vivían en Narnia antes de que Caspian I la conquistase, a lo que el Doctor Cornelius intentó evitar la pregunta.
Varias noches después, el Doctor Cornelius citó a Caspian a una clase de astronomía en una de las torres del castillo; allí le dijo que todas las historias contadas por su aya eran verdaderas, y que los auténticos narnianos estaban escondidos, esperando que el verdadero Rey de Narnia ocupara el trono. Las clases de astronomía se prolongaron durante varios días en los cuales Caspian siguió aprendiendo sobre la antigua Narnia, además de todo aquello que le enseñaban a diario para ser un monarca sabio. Así, descubre que el Doctor Cornelius no es completamente humano, ya que su sangre estaba mezclada con la de los enanos.
Las clases siguieron prolongándose por largo tiempo, y Caspian aprendió más y más cosas sobre Narnia, hasta que una noche es despertado por el Doctor Cornelius. Este le indica que debe huir, ya que él es el auténtico Rey de Narnia, llevando el título de Caspian X, heredero del Rey Caspian IX (su padre), asesinado por su tío Miraz. Esa noche su tía había tenido un hijo varón, siendo este el motivo por el cual Miraz no tardaría en querer asesinar a Caspian para reservar el trono a su hijo. Para el viaje, el doctor le dio a Caspian una bolsita con oro y el cuerno de la Reina Susan, que le proveería de ayuda si lo hacía sonar cuando tuviera problemas.
Caspian huyó del castillo para tratar de llegar a Archenland, donde sería bien recibido. Cabalgando en medio de la negrura tropezó con una rama y perdió la conciencia; al cabo de poco tiempo Buscatrufas (un tejón parlante) y los enanos Trumpkin y Nikabrik lo encontraron: la vieja Narnia en verdad existía. Las criaturas no tardaron en creer que Caspian era el legítimo Rey de Narnia, y salieron en busca de los viejos narnianos, pues tenían que reunirlos en el Prado Danzarín. A ellos se uniría el Doctor Cornelius, quien los buscó por medio de magia sencilla para advertirles de que Miraz lo buscaba a Caspian. Así, acordaron acuartelarse en el Altozano de Aslan, un montículo con numerosas galerías subterráneas construido alrededor de la Mesa de Piedra. 
Poco después de instalarse en el Altozano, llegaron las tropas de Miraz. Durante varios días se sucedieron las batallas, hasta que Buscatrufas recomienda a Caspian que haga sonar el cuerno, pues el enemigo tenía una importante ventaja. Creyendo que los reyes Peter, Susan, Edmund y Lucy, o hasta el mismo Aslan acudirían en su ayuda, enviaron mensajeros a los lugares mágicos de Narnia, donde era más probable que aparecieran: la ardilla Patterwig fue enviada al Erial del Farol, y el enano Trumpkin a las cercanías de Cair Paravel. Trumpkin fue apresado por hombres de Miraz, y fue a él quien liberó Susan con sus flechas.
Finalizado el relato, los hermanos Pevensie y el enano Trumpkin inician la marcha hacia el Altozano de Aslan; al llegar al Torrente, convertido ahora en una garganta vertical, Lucy ve a Aslan, quien parecía indicarles otro camino, pero el resto decide bajar al fondo de la garganta, pues no podían saber si realmente Aslan estaba allí. Tras un complicado camino, finalmente llegan al Gran Río donde, al ver a las tropas de Miraz, dan media vuelta y retroceden. Regresando, por tanto, al principio de la cañada, deciden acampar allí. Por la noche Lucy encuentra a Aslan en el bosque, cuyos árboles estaban casi despiertos. Lucy debe despertar a sus compañeros y hacerles seguir a Aslan por el camino que él les había tratado de indicar en el Torrente, con la dificultad de que ellos no pueden verlo al principio. Una vez cruzada la garganta, y ya a la vista de todos, Aslan los anima, especialmente a Susan, arrepentida por no haber creído a Lucy. De un rugido, despierta a los seres dormidos: árboles, ninfas, Sileno y Baco, con los que se reúnen en una fiesta. Susan y Lucy se quedan con Aslan, mientras Edmund y Peter parten al encuentro de Caspian.
Al llegar al Altozano de Aslan, deben ayudar a Caspian, el doctor Cornelius y Buscatrufas en la lucha contra Nikabrik, contra un hombre-lobo y una bruja que quieren resucitar a la Bruja Blanca para tenerla como aliada. Muertos los tres, el Rey Peter toma el mando. Envía a Edmund junto a un gigante y un centauro a retar a Miraz a un combate cuerpo a cuerpo, en el que se decidiría el conflicto bélico. Lord Glozelle y Lord Sopespian, nobles cercanos a Miraz, atacan el orgullo de este para forzarlo a aceptar el desafío. Ellos ven una oportunidad para deshacerse de Miraz y acceder al gobierno. 
En el duro combate Peter y Miraz reciben numerosas heridas. En el momento final, Miraz tropieza y cae, y los lores Glozelle y Sopespian animan a las tropas a las armas por una supuesta traición, alegando falsamente que Peter había apuñalado a Miraz tras tropezar. En medio de la batalla, Glozelle apuñala a Miraz para hacer creíble su mentira y dejar libre el camino al gobierno. En la batalla intervienen los árboles ya despiertos (dríades y hamadríades) que aterraron a los telmarinos. Estos huyen hacia el Puente de Beruna, pero este había desaparecido. 
Anteriormente, Aslan y sus acompañantes habían destruido el puente a petición del dios del río, que deseaba así liberarse. Aslan y las chicas recorrieron varios pueblos, ayudando a los oprimidos y personas buenas que se unieron ellos, y castigando a los crueles. Al llegar de nuevo al río, donde los telmarinos ya se rendían, Caspian puede reunirse con su vieja aya, que venía junto a Aslan.
Aslan nombra rey a Caspian, y declara que Narnia pertenece a todos los seres de Narnia. A aquellos que no estén de acuerdo, se les proporcionaría otro hogar. En los Vados de Beruna, el león abre una puerta en el aire, y ofrece a los telmarinos una vida mejor en el lugar de donde realmente proceden (el mundo de los Pevensie; es decir, nuestro mundo). Para demostrar que no es un engaño, y ya que los hermanos debían volver a su mundo, atraviesan ellos la puerta primero. Vieron dos mundos: una isla del Pacífico a la que irían los telmarinos, y la estación de tren de la que desaparecieron y a la que volvían. Antes de irse, Aslan les había dicho que Lucy y Edmund volverían a Narnia, pero no Peter y Susan.

## Capítulos
1. La isla
2. La vieja cámara del tesoro
3. El enano
4. El enano habla del príncipe Caspian
5. La aventura de Caspian en las montañas
6. La gente que vivía escondida
7. La Vieja Narnia está en peligro
8. Cómo abandonaron la isla
9. Lo que vio Lucy
10. El regreso del león
11. El león ruge
12. Hechicería y venganza inesperada
13. El Sumo Monarca toma el mando
14. Todos tienen un día muy ajetreado
15. Aslan abre una puerta en el aire

## Comentarios
Así como en los otros libros de la serie Las Crónicas de Narnia, hay temas cristianos prestados por el autor e ilustrados en el transcurrir de la obra. 
Uno de los temas tratados en este libro es la apostasía, manifestada en los telmarinos conquistadores que intentan eliminar a los narnianos originales y sus costumbres, además de sentir miedo del mar, pues fue de allí de donde Aslan se les apareció. Otro tema tratado es la fe en un Dios que es invisible, pues los niños (excepto Lucy) inicialmente no consiguen ver a Aslan cuando él hace su primera aparición; pero luego logran verlo cuando creyeron que Lucy lo había visto antes.
Otro de los temas centrales del libro habla al respecto de la fe y las actitudes de los narnianos, principalmente del Príncipe Caspian, quien, no creyendo/dependiendo del auxilio de Aslan (que en el libro aparece como un mito, como muchos entienden hoy en día al Dios cristiano), busca libertar a Narnia por sus propias manos. Fallando siempre, sólo alcanza la victoria cuando reconoce su incapacidad de hacerlo, y cuando admite su necesidad de Aslan, ya que es por él y a servicio de él que se debe luchar (y no por Narnia).
En la película adaptada por Andrew Adamson, la Bruja Blanca reaparece y dice que para revivir su cuerpo y espíritu, precisa de una gota de sangre del hijo de Adán. Según la visión cristiana, eso sería una alusión a un pacto con el diablo.
En la película también se crea un romance entre Susan y el príncipe Caspian, interpretados por Anna Popplewell y Ben Barnes (aunque en el libro ellos no tienen ningún romance).